# 愛知県道325号須美福岡線
愛知県道325号須美福岡線（あいちけんどう325ごう すみふくおかせん）は、愛知県額田郡幸田町から愛知県岡崎市に至る一般県道である。

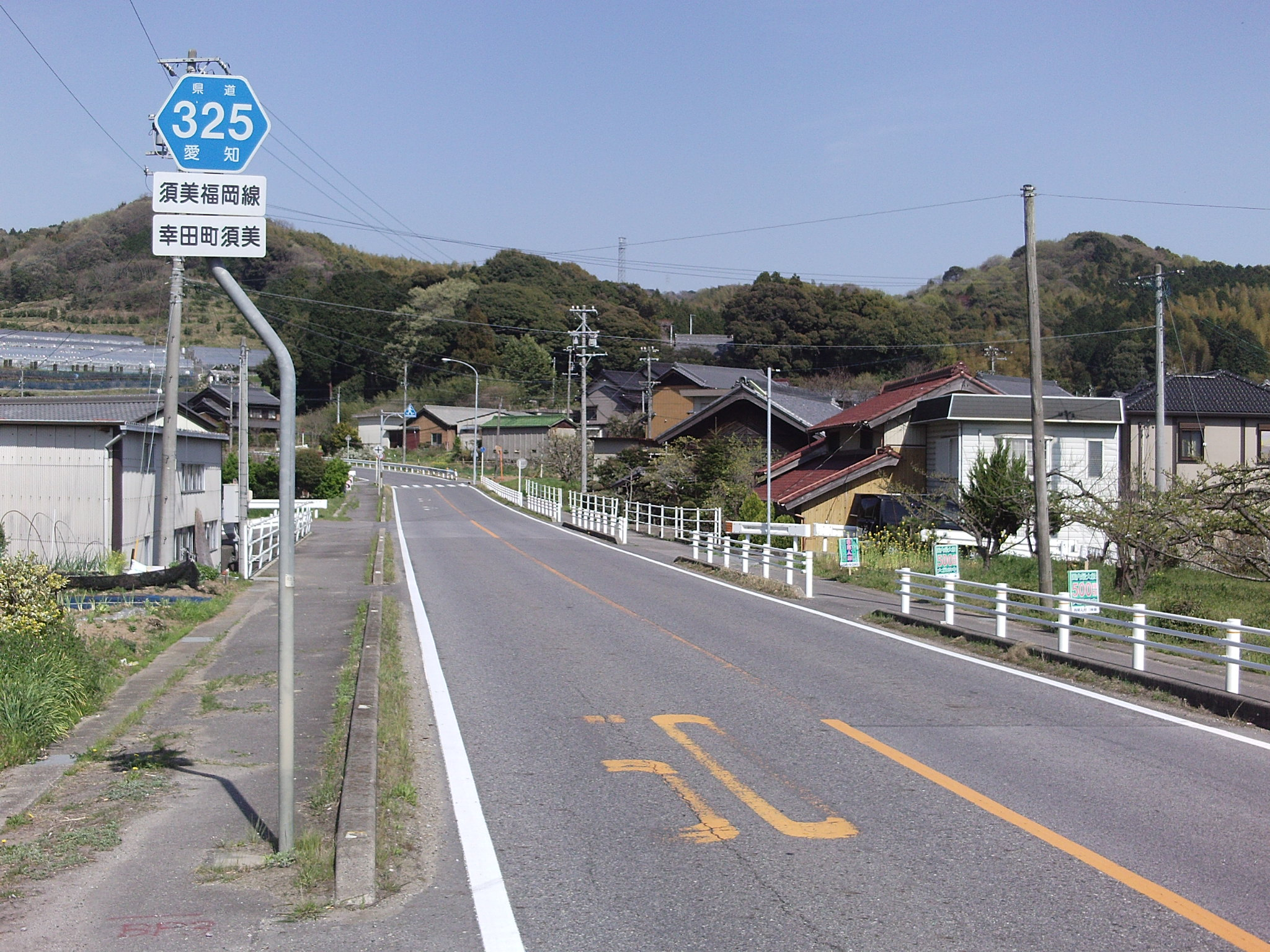
須美（起点側）。山間を通り抜ける。

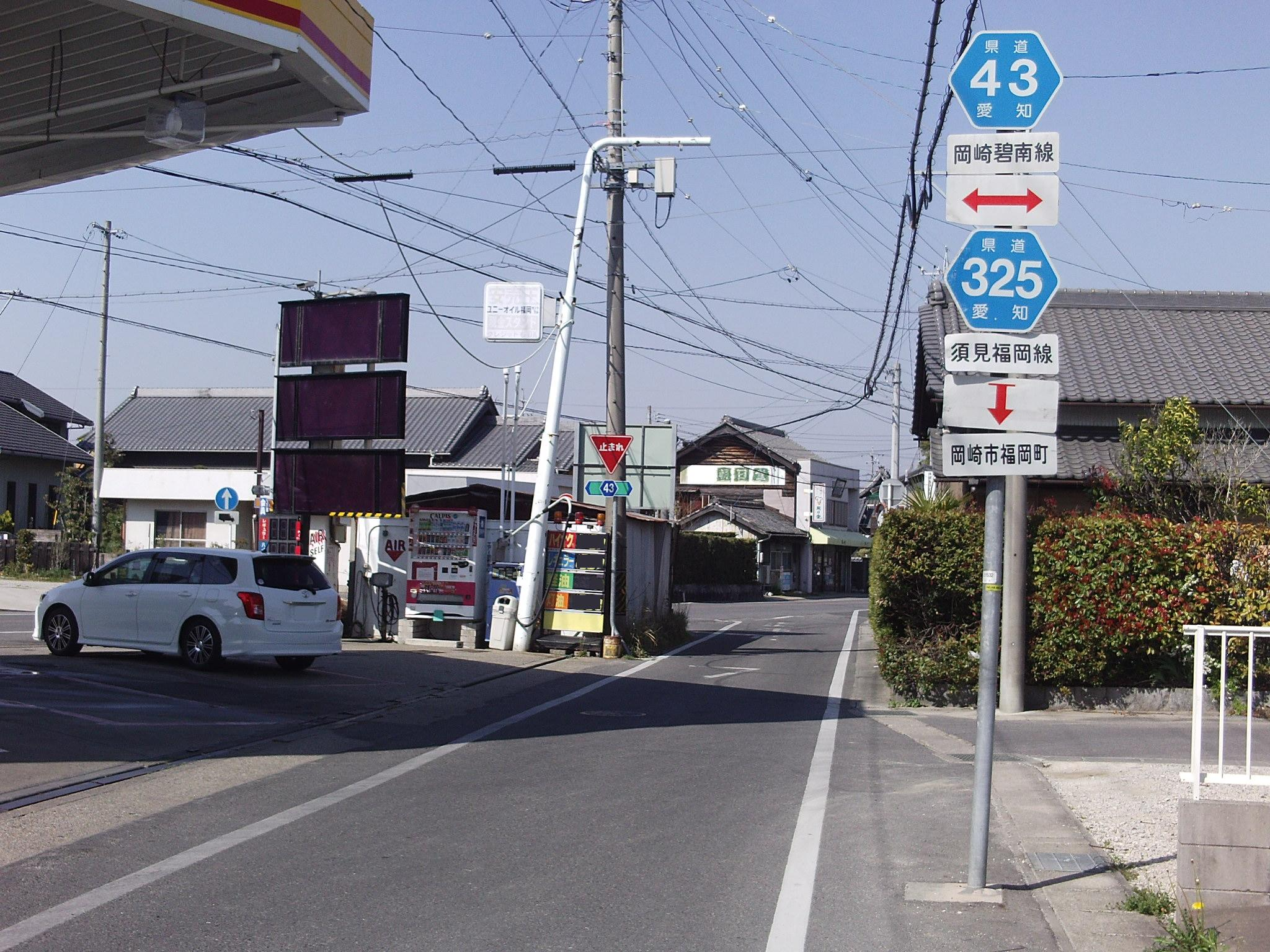
福岡（終点側）。福岡町の市街地に入る。

## 概要

### 路線データ
- 起点：愛知県額田郡幸田町須美（国道23号交点）
- 終点：愛知県岡崎市福岡町（愛知県道43号岡崎碧南線交点）

## 沿革
- 1959年12月15日：認定

## 通過する自治体
- 愛知県
  - 額田郡幸田町
  - 岡崎市

## 接続する道路
- 国道23号岡崎バイパス（幸田須美IC）
- 国道23号・愛知県道383号蒲郡碧南線（須美交差点）
- 愛知県道292号幸田石井線（野場西交差点）
- 愛知県道43号岡崎碧南線（岡崎市福岡町下高須）
- 愛知県道78号安城幸田線（県道43号を介して接続：高須北交差点）

## 周辺
- 岡崎市立福岡小学校